# Malaysia FA Cup 2023
Der malaysische FA Cup 2023 war die 33. Austragung dieses Fußballpokalturniers. Das Turnier startete mit der Vorrunde am 8. März 2023 und endete mit dem Finale am 22. Juli 2023. Titelverteidiger war der Johor Darul Ta’zim FC.

## Terminplan
| Runde         | Datum                          |
| ------------- | ------------------------------ |
| 1. Runde      | 8. März 2023 bis 25. März 2023 |
| Achtelfinale  | 14. April 2023 15. April 2023  |
| Viertelfinale | 27. Mai 2023 28. Mai 2023      |
| Halbfinale    | 25. Juni 2023 26. Juni 2023    |
| Finale        | 22. Juli 2023                  |

## Teilnehmende Mannschaften
| Malaysia Super League | Malaysia M3 League                                                                                 |
| - Johor Darul Ta’zim FC - Kedah Darul Aman FC - Kelantan FC - Kelantan United - Kuching City FC - Kuala Lumpur City FC - Negeri Sembilan FC - Penang FC - Perak FC - PDRM FC - Sabah FC - Selangor FC - Sri Pahang FC - Terengganu FC | - Immigration FC - BRM FC - Manjung City FC - Melaka FC - Persada Integriti Bersatu FC - KSR Sains |

## Vorrunde
|                         | Ergebnis              |                   |
| ----------------------- | --------------------- | ----------------- |
| 8. März 2023            |                       |                   |
| Kedah Darul Aman FC (1) | 2:2 n. V. (3:4 i. E.) | Penang FC (1)     |
| Perak FC (1)            | 1:2                   | Sri Pahang FC (1) |
| 25. März 2023           |                       |                   |
| Manjung City FC (3)     | 2:0                   | KSR Sains (z)     |
| Immigration FC (3)      | 1:0                   | BRM FC (3)        |

## Achtelfinale
|                           | Ergebnis |                                  |
| ------------------------- | -------- | -------------------------------- |
| 14. April 2023            |          |                                  |
| Johor Darul Ta’zim FC (1) | 3:0      | PDRM FC (1)                      |
| Terengganu FC (1)         | 4:0      | Melaka FC (3)                    |
| Manjung City FC (3)       | 0:3      | Kelantan FC (1)                  |
| Kuala Lumpur City FC (1)  | 2:0      | Immigration FC (3)               |
| 15. April 2023            |          |                                  |
| Kuching City FC (1)       | 0:4      | Penang FC (1)                    |
| Negeri Sembilan FC (1)    | 2:0      | Persada Integriti Bersatu FC (3) |
| Selangor FC (1)           | 4:0      | Sri Pahang FC (1)                |
| Sabah FC (1)              | 2:0      | Kelantan United (1)              |

## Viertelfinale
|                           | Ergebnis |                          |
| ------------------------- | -------- | ------------------------ |
| 27. Mai 2023              |          |                          |
| Terengganu FC (1)         | 4:2      | Kelantan FC (1)          |
| Negeri Sembilan FC (1)    | 1:3      | Selangor FC (1)          |
| 28. Mai 2023              |          |                          |
| Sabah FC (1)              | 1:2      | Kuala Lumpur City FC (1) |
| Johor Darul Ta’zim FC (1) | 5:0      | Penang FC (1)            |

## Halbfinale
|                           | Ergebnis              |                          |
| ------------------------- | --------------------- | ------------------------ |
| 25. Juni 2023             |                       |                          |
| Terengganu FC (1)         | 0:0 n. V. (2:4 i. E.) | Kuala Lumpur City FC (1) |
| 26. Juni 2023             |                       |                          |
| Johor Darul Ta’zim FC (1) | 4:0                   | Selangor FC (1)          |

## Finale
|                           | Ergebnis |                          |
| ------------------------- | -------- | ------------------------ |
| 22. Juli 2023             |          |                          |
| Johor Darul Ta’zim FC (1) | 2:0      | Kuala Lumpur City FC (1) |

### Statistik
| Paarung               | Johor Darul Ta’zim FC – Kuala Lumpur City FC |
| Ergebnis              | 2:0 (0:0) |
| Datum                 | 22. Juli 2023 |
| Stadion               | Sultan Ibrahim Stadium, Johor |
| Schiedsrichter        | Nazmi Nasaruddin |
| Tore                  | 1:0 Hong Wan (66.) 2:0 Leandro Velázquez (74.) |
| Johor Darul Ta’zim FC | Syihan Hazmi – Matthew Davies, Jordi Amat , Feroz Baharudin (84. Shahrul Saad), La’Vere Corbin-Ong (90. Akhyar Rashid) – Afiq Fazail (80. Syamer Kutty Abba), Hong Wan, Leandro Velázquez (84. Juan Muñiz) – Arif Aiman Hanapi (90. Óscar Arribas), Bérgson, Fernando Forestieri Cheftrainer: Esteban Solari ( Argentinien) |
| Kuala Lumpur City FC  | Kevin Ray Mendoza – Declan Lambert (67. Anwar Ibrahim), Matko Zirdum, Giancarlo Gallifuoco, Kamal Azizi – Ryan Lambert, Sebastian Avanzini, Zhafri Yahya (77. Kipré Tchétché), Paulo Josué, T. Saravanan (62. Akram Mahinan), Romel Morales (77. Haqimi Azim) Cheftrainer: Bojan Hodak ( Kroatien)                          |
| Gelbe Karten          | Feroz Baharudin (15.), Leandro Velázquez (75.), Jordi Amat (79.) – Zhafri Yahya (14.), Sebastian Avanzini (25.) |

#### Auswechselspieler
| Auswechselspieler | Auswechselspieler |
| --- | --- |
| Johor Darul Ta’zim FC | Kuala Lumpur City FC |
| - Farizal Marlias (TW) - Shahrul Saad (84.) ▲ - Syahmi Safari - Akhyar Rashid (90.) ▲ - Juan Muñiz (84.) ▲ - Endrick - Óscar Arribas (90.) ▲ - Syamer Kutty Abba (80.) ▲ - Syafiq Ahmad | - Azim Al-Amin (TW) - Anwar Ibrahim (67.) ▲ - Nazirul Naim - Akram Mahinan (62.) ▲ - Kenny Pallraj - Partiban Janasekaran - Sean Giannelli - Kipré Tchétché (77.) ▲ - Haqimi Azim (77.) ▲ |